# Обрі Віллард
Обрі Віллард (англ. Aubrey Willard; 1894 — 24 серпня 1961) — колишній австралійський тенісист.
Найвищим досягненням на турнірах Великого шолома був фінал в змішаному парному розряді.
Завершив кар'єру 1934 року.

## Фінали турнірів Великого шолома

### Мікст (1 поразка)
| Результат | Рік  | Турнір              | Покриття | Партнер             | Суперники                            | Рахунок  |
| --------- | ---- | ------------------- | -------- | ------------------- | ------------------------------------ | -------- |
| Поразка   | 1931 | Чемпіонат Австралії | Трава    | Емілі Гуд Вестакотт | Марджорі Кокс Кроуфорд Джек Кроуфорд | 5–7, 4–6 |